# Hansruedi Bruder
Hansruedi Bruder   (Schinznach, 2 de juny de 1937 - Olten, 19 de gener de 1998) és un atleta suís, ja retirat, especialista en curses de velocitat, que va competir durant la dècada de 1960.
En el seu palmarès destaca una medalla de bronze en la prova del 4x400 metres del Campionat d'Europa d'atletisme de 1962 formant equip amb Bruno Galliker, Marius Theiler i Jean-Louis Descloux. El 1961, 1962 i 1963 es proclamà campió suís dels 400 metres. El 1961 va millor el rècord nacional dels 400 metres i va formar part de l'equip que millorà el rècord nacional dels 4x400 metres en diverses ocasions.
El 1960 va prendre part en els Jocs Olímpics d'Estiu de Roma, on fou sisè de la prova dels 4x400 metres del programa d'atletisme.

## Millors marques
- 400 metres. 46.6" (1961)[5]